# Niger (flod)
Niger är den längsta och största floden i Västafrika, 4 160 kilometer lång och med ett avrinningsområde på cirka 2 117 700 kvadratkilometer. Niger är Afrikas tredje längsta flod efter Nilen och Kongofloden. Floden har sin upprinning i Guineas högland och flyter genom Mali, Niger, Benin och Nigeria. I Mali bildar floden ett inlandsdelta. Nigerfloden rinner slutligen ut i Guineabukten.

## Beskrivning
Floden har sin källa uppe på höglandet Fouta Djallon, cirka 800 meter över havet i Guinea, nära gränsen till Sierra Leone. Den avvattnar Guineas högland och flyter mot nordost där den bildar ett inlandsdelta i Mali vid utkanten av Sahara. Floden kallas Övre Niger fram till Bamako, Malis huvudstad, och därefter Nedre Niger. Nedre Niger fortsätter efter inlandsdeltat mot öster och senare sydost i en vid båge österut (”Nigerbågen”), för att vid Labbézenga komma in i landet Niger. Efter Mekrous tillflöde in i Niger bildar floden gränsen mellan Niger och Benin. Vid Lokoja, i Nigeria, mottar Niger sitt största tillflöde, Benue, som ansluter från Kameruns högland. I Guineabukten skapar floden ett 36 000 kvadratkilometer stort delta. Niger är Afrikas tredje längsta flod, efter Nilen och Kongofloden och en av världens 15 längsta floder.
Som en följd av de skillnader i klimatet mellan de olika områden som floden rinner genom så mottar den också olika stora mängder nederbörd i olika regioner. Störst mängd nederbörd tillförs i flodens södra delar och minst i norr, runt Timbuktu.

### Mänsklig användning
På grund av flodens längd har den varit en viktig transportled för handel och bidragit till att sprida kulturer genom stora delar av Västafrika. Niger rinner genom flera mycket torra områden och är därför en viktig källa för konstbevattning, både för risproduktion och boskapsskötsel. Vid flodens inlandsdelta och i flodens nordliga delar förs hundratusentals får, getter, nötkreatur och kameler till vattnet för att beta på de foderväxter som växer vid floden. Det sker framför allt under torrperioden från december fram till regnet återvänder i juni-juli. Under torrperioden drar sig floden successivt undan och i takt med det dyker nya foderväxter upp för boskapen att beta.
Året 1968 öppnades vid floden dammbyggnaden Kainji inklusive ett vattenkraftverk. Det finns även en stor vattenkraftsdamm i bifloden Sankarani.

## Etymologi
Niger heter Jeliba eller Joliba "stora floden" på mande; Orimiri eller Orimili "stora vattnet" på Igbo; Egerew n-Igerewen "flodernas flod" på tuareg (en berberdialekt); Isa Ber "stora floden" på Songhay (ett nilo-sahariskt språk eller rätt och slätt Isa "floden" på Zarma; Kwara på Hausa; och Oya på Yoruba.[källa behövs]
Den tidigaste kända användningen av namnet "Niger" för floden är i den afrikanska historikern Leo Africanus verk Della descrittione dell’Africa et delle cose notabili che iui sono (“Beskrivningar av Afrika”) som publicerades på italienska 1550. Namnet kommer från berberfrasen ger-n-ger som betyder "flodernas flod", eller av n'igherren, "flod".
Medeltida europeiska kartor benämnde den mellersta delen av floden Niger men kallade dess sträckning i moderna Nigeria Quorra (Kworra) eftersom man vid den tiden inte visste att det var samma flod. På 1500- och 1600-talet ansågs Niger mynna ut i Senegalfloden. Nigerdeltat, sågs som enbart en våtmark vid Atlantkusten. Det var först på 1700-talet, med den skotske upptäcktsresande Mungo Park, som färdades utför Niger och besökte kungarikena I Sahel-regionen som Nigers fulla sträckning stod klar.[källa behövs]
Länderna Niger och Nigeria är uppkallade efter floden Niger.

## Flora och fauna
Floden innehåller mycket fisk, inte minst karpfiskar, malartade fiskar och nilabborre. Nilabborre är en viktig matfisk och utgör en stor del av det mänskliga fisket i floden.

## Bildgalleri

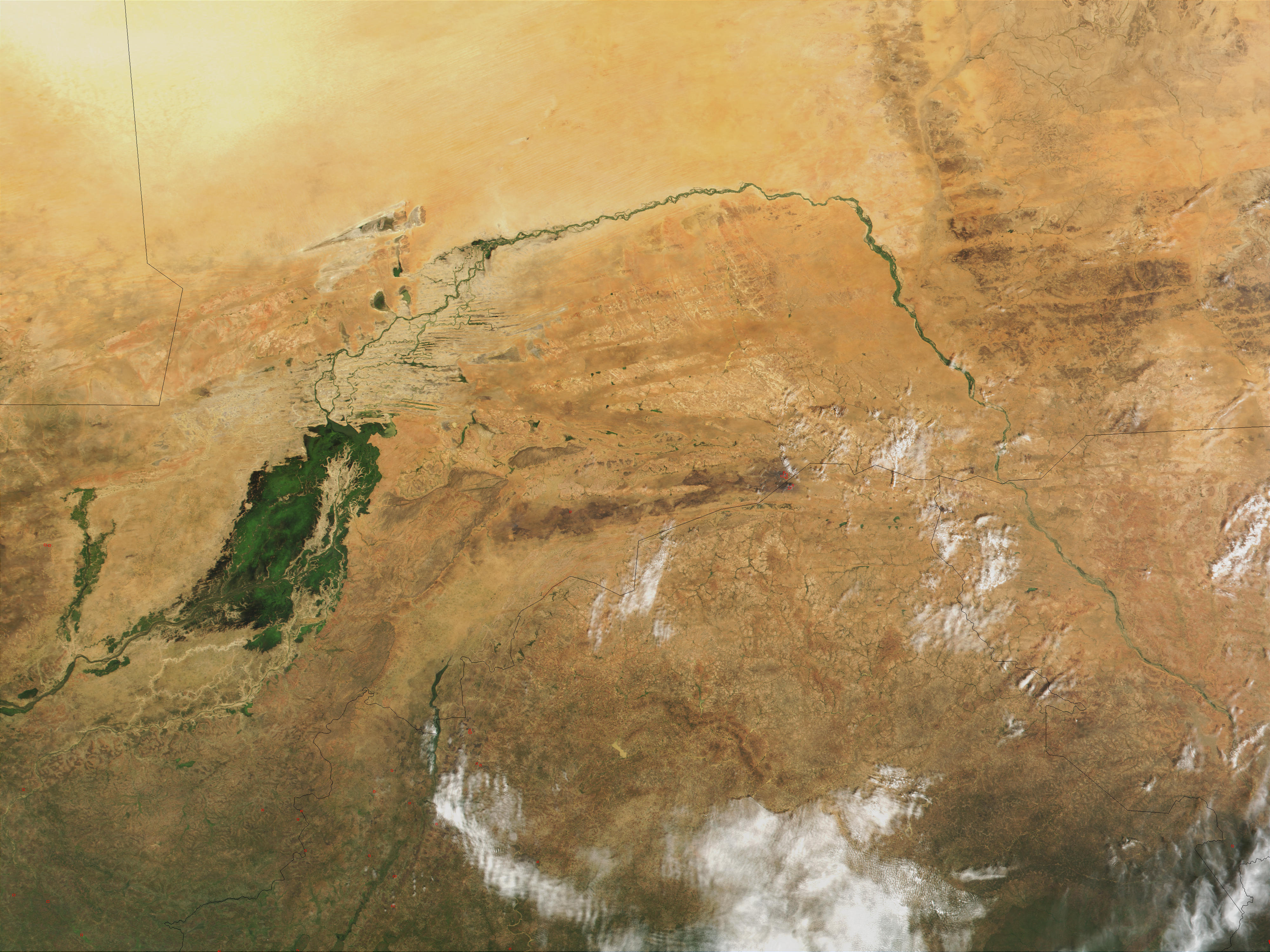
Den stora kröken på floden Niger, sedd från rymden, bildar en grön båge genom det bruna i Sahel och Savanna. Den gröna massan till vänster är Nigers inlandsdelta, och längst till vänster finns bifloder till floden Senegal.
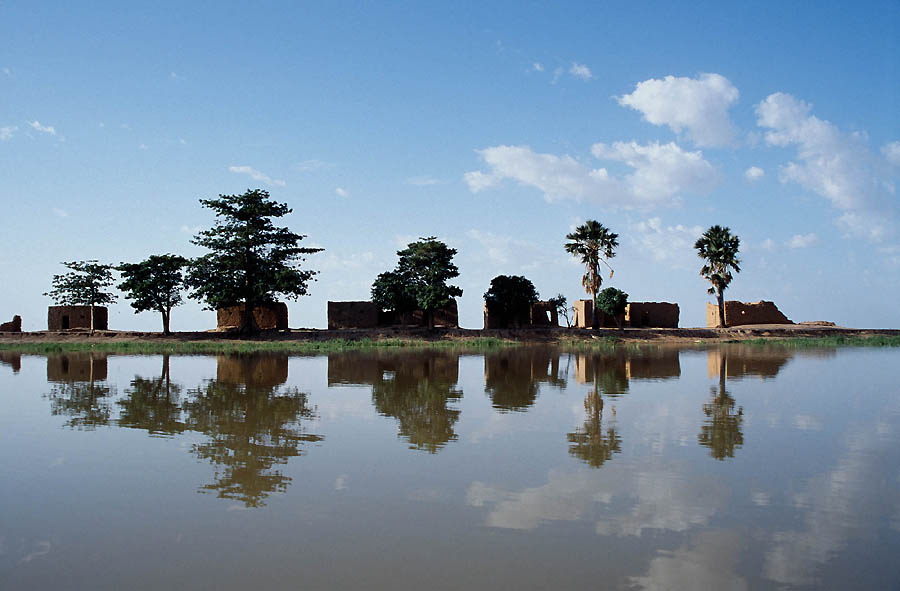
Lerhyddor på den mellersta ön i Débo, en bred sektion av Niger.